# تپه توی الان
تپه توی الان مربوط به سده‌های اولیه دوران‌های تاریخی پس از اسلام است و در شهرستان نیر، بخش کورائیم، دهستان یورتچی غربی، روستای چهره برق واقع شده و این اثر در تاریخ ۱۸ اسفند ۱۳۸۷ با شمارهٔ ثبت ۲۴۹۴۵ به‌عنوان یکی از آثار ملی ایران به ثبت رسیده است.